# Macintosh Color Classic II
Le Color Classic II était une grosse évolution du Color Classic : son processeur tournait à une vitesse d'horloge deux fois plus importante (33 MHz contre 16 MHz), même s'il gardait un Motorola 68030, moins cher que les 68040. De plus, son bus de données fonctionnait en 32 bit (contre 16 bit pour le Color Classic) et il utilisait une mémoire plus rapide. Cela le rendait finalement environ deux fois et demi plus rapide que son prédécesseur, pour un prix identique. Ce fut le dernier Macintosh tout-en-un avec écran 10". Il était disponible avec un disque dur de 80 mo ou 160 mo.
Il fut d'abord commercialisé au Canada, puis en Europe et en Asie. Il ne fut vendu sur le marché des États-Unis que sous le nom de Performa 275, dont la seule différence avec le Color Classic II était l'offre logicielle fournie. Le Performa 275 sera aussi commercialisé dans le reste du monde. Actuellement, le Color Classic II est particulièrement rare sur le marché de l'occasion.

## Caractéristiques
- processeur : Motorola 68030 cadencé à 33 MHz
- adressage 24/32 bits
- FPU : Motorola 68882 optionnel
- bus système 32 bit à 33 MHz
- mémoire morte : 1 Mio
- mémoire vive : 4 Mio (sur la carte mère), extensible à 36 Mio
- 0,5 Kio de mémoire cache de niveau 1
- disque dur SCSI de 80 ou 160 Mo
- lecteur de disquette « SuperDrive » de 1,44 Mo 3,5"
- mémoire vidéo : 256 Ko de VRAM, extensible à 512 Ko
- écran intégré 10" couleur (Trinitron RGB)
- résolutions supportées :
  - 512 × 384 en 8 bit (16 bit avec 512 Kio de VRAM)
- slots d'extension :
  - 1 slot de type LC PDS
  - 1 slot d'extension mémoire de type SIMM 72 broches (vitesse minimale : 80 ns)
  - 1 emplacement VRAM supplémentaire
- connectique:
  - 1 port SCSI (DB-25)
  - 2 ports série (Mini Din-8)
  - 2 ports ADB
  - sortie son : stéréo 8 bit
  - entrée audio : mono 8 bit
- microphone mono intégré
- haut-parleur mono
- dimensions : 36,8 × 25,1 × 32,0 cm
- poids : 10,2 kg
- alimentation : 100 W
- systèmes supportés : Système 7.1 à 7.6.1